# Karaun
Karaun – zaporowy zbiornik na rzece Litani, w Dolinie Bekaa, w Libanie o powierzchni ok. 65 km², pojemności 1,9 km³ oraz powierzchni nawadniana ok. 30 000 ha. Zapora zbiornika ma wysokość 76 m. Wody ze zbiornika są doprowadzane kanałem przez góry Liban na wybrzeże i zasilają 3 elektrownie wodne na rzece Nahr al-Anali. Zbiornik powstał w 1962.